# Schlangengift

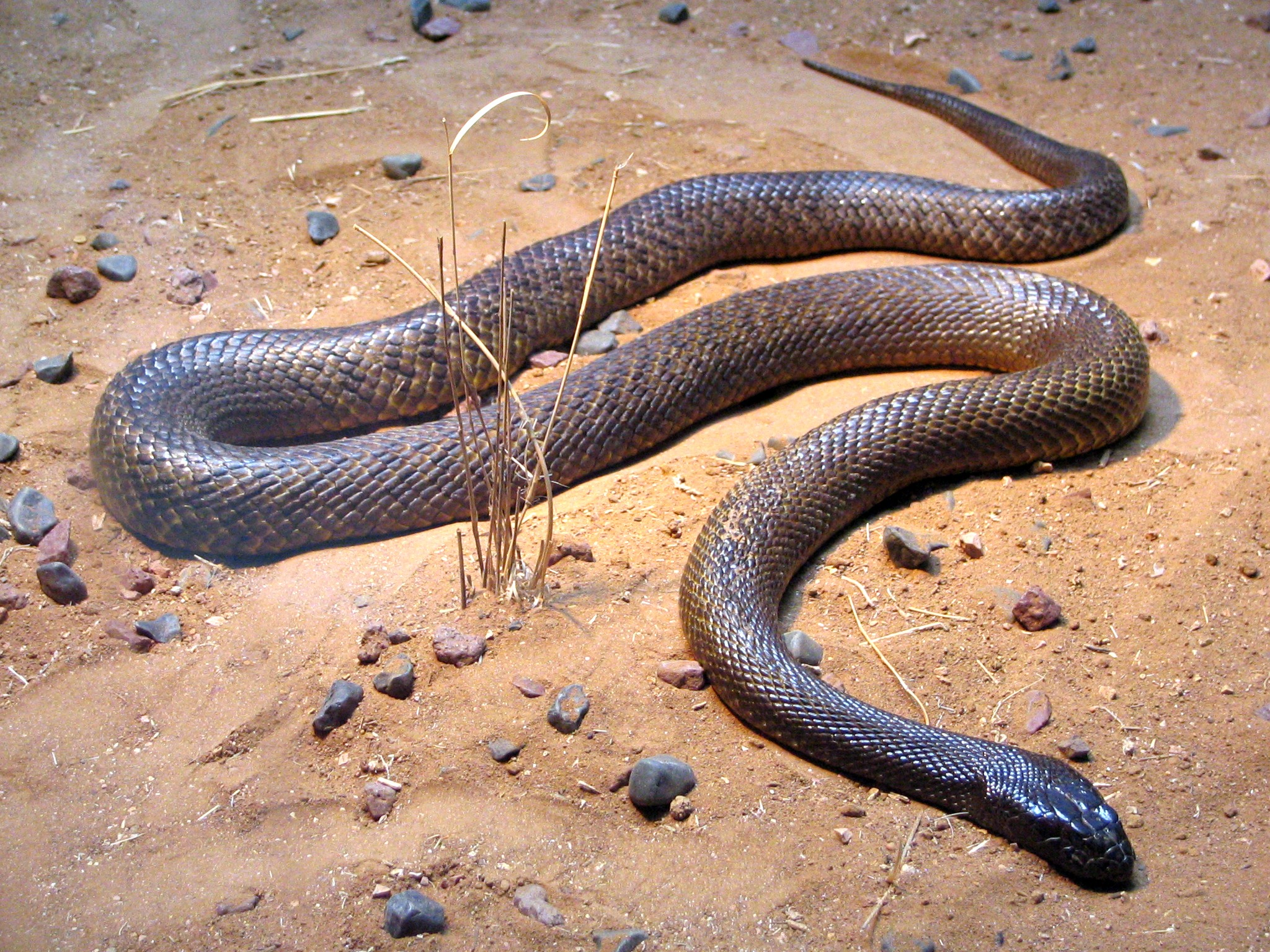
Das Tiergift des Inlandtaipans ist das stärkste Schlangengift der Welt.

Schlangengifte (Schlangentoxine, auch Ophiotoxine) sind die physiologisch wirksamen Bestandteile des Giftapparates der Giftschlangen. Sie dienen hauptsächlich der Beutejagd und der Verdauung, daneben auch zur Verteidigung gegen Angreifer. Zur Anzahl der weltweit jährlich durch Giftschlangen verursachten Todesfälle gibt es keine sicheren Angaben, eine Schätzung vom Mai 2008 gibt 21.000 bis 94.000 Todesfälle pro Jahr an.

## Zusammensetzung
Die systematische Erforschung und Analyse von Schlangengiften wird seit den 1960er Jahren betrieben. Von den etwa 4000 bekannten Schlangenarten sind etwa ein Viertel Giftschlangen. Dabei umfassen die Boiginae (Trugnattern) die weitaus größte Gruppe, gefolgt von den Elapidae (Giftnattern), den Hydrophiinae (Seeschlangen), den Viperidae (Vipern) und den Crotalinae (Grubenottern).
Biochemisch gesehen besteht die Trockenmasse von Schlangengiften zu über 90 % aus Proteinen und Polypeptiden, darunter größere Enzyme mit Massen zwischen 13 und 150 kDa, die in biologische Funktionen der Bissopfer eingreifen und sie blockieren, und meist sehr kleine (< 5 kDa), durch Disulfidbrücken stabilisierte toxische Peptide.

### Giftkomponenten aller Giftschlangen
In den meisten Schlangengiften kommen die folgenden Enzyme vor, die mit Ausnahme der Aminosäure-Oxireduktase, die die Oxidation der L-Aminosäuren katalysiert, zur Gruppe der Hydrolasen gehören: Adenosintriphosphatase, Desoxyribonuklease II, Hyaluronidase, NAD-Nukleosidase, 5′-Nukleotidase, Peptidase, Phosphodiesterase, Phospholipase A2, Ribonuklease und Saure Phosphatase. Zusätzlich findet man die Metall-Ionen Mg2+, Ca2+, Zn2+, (seltener Kupfer,) die in relativ hohen Konzentrationen bis zu 0,5 % vorkommen können und als Cofaktoren für die vorliegenden Enzyme wirken. Weiterhin liegen – besonders in Giften von Vipern und Grubenottern – kleine Peptide (< 1,5 kDa) mit hohem Prolin- und N-terminalem Pyroglutamin-Anteil vor, die als Enzyminhibitoren wirken, und schließlich konnte man auch noch Lipide, Nukleoside, Kohlenhydrate, Amine, Serotonin und Acetylcholin in kleineren Mengen nachweisen.

### Giftkomponenten bei Grubenottern und Vipern

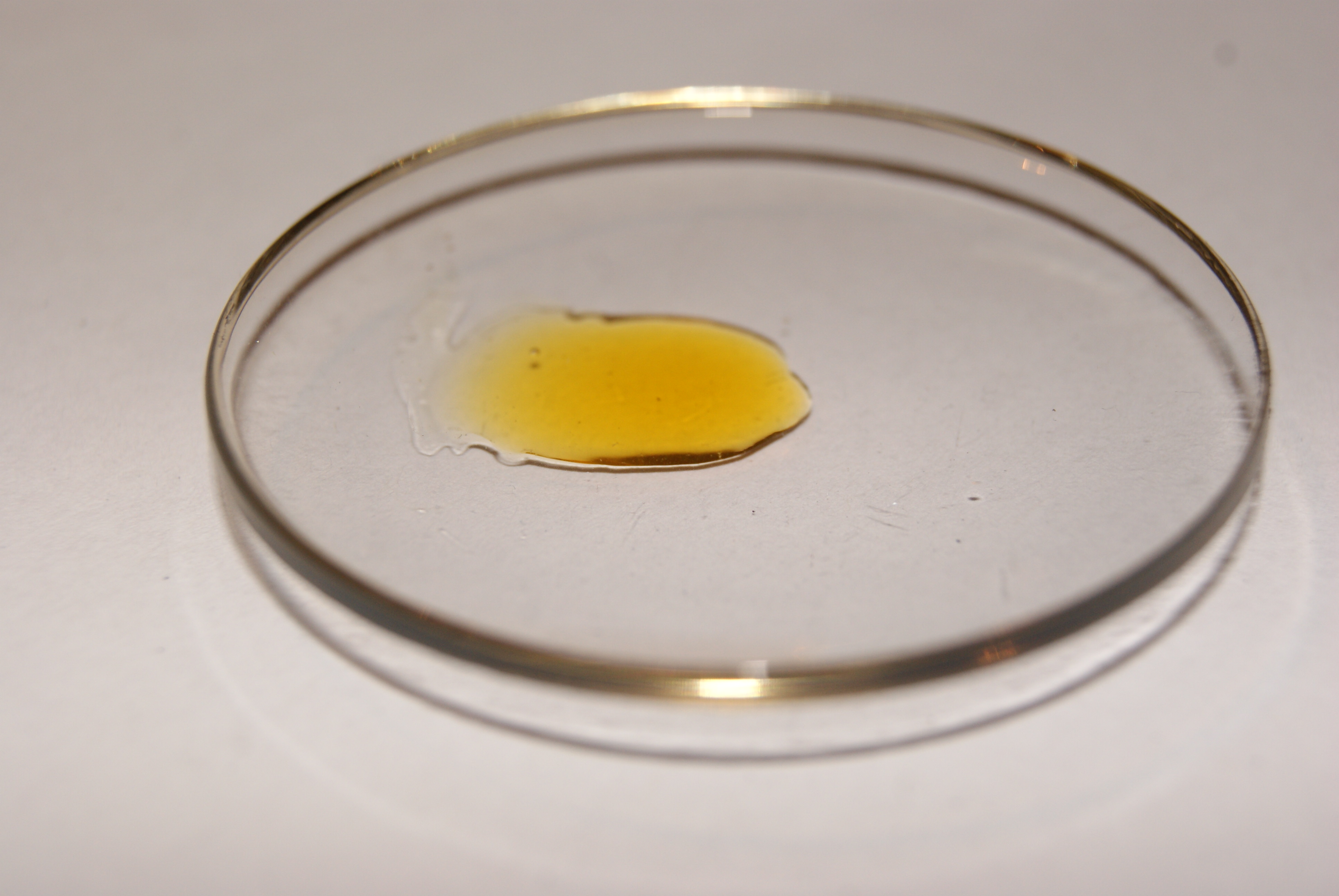
Giftsekret von Agkistrodon contortrix

Bei Grubenottern und Vipern wurden Argininester-Hydrolase, Endopeptidasen, Factor X Aktivator, Kininogenasen, Prothrombin-Aktivator und Thrombin-artige Protease (Ancrod), die Fibrinogen und Thrombin spaltet und damit einen Einfluss auf die Blutgerinnung hat, nachgewiesen. Weiterhin sind für diese Giftschlangen kleine Myotoxine (5–10 kDa) charakteristisch.

### Giftkomponenten bei Giftnattern
Bei Giftnattern konnten die Enzyme Acetylcholinesterase, Glycerinphosphatase und Phospholipase B nachgewiesen werden. Speziell in dieser Spezies findet man an toxischen Peptiden (5–10 kDa) α-Neurotoxine, Cardiotoxine (in Kobras) und Dendrotoxine (in Mambas).
 Bungarotoxin
Die sogenannten Bungarotoxine (alpha, beta, gamma und kappa) finden sich bei den in Südostasien verbreiteten Kraits aus der Familie der Giftnattern. Es sind Neurotoxine. Das alpha-Bungarotoxin blockiert die nikotinischen Acetylcholinrezeptoren irreversibel und führt so zur Lähmung der Muskulatur (nicht depolarisierendes Muskelrelaxans). Dagegen forcieren beta- und gamma-Bungarotoxin präsynaptisch die Freisetzung von Acetylcholin und wirken so als depolarisiendes Muskelrelaxans.

### Giftkomponenten bei Seeschlangen
Seeschlangengift enthält eine Vielzahl von sehr stark toxischen α-Neurotoxinen.

### Seltene Giftkomponenten
In den Giften einiger Giftschlangen wurden die Enzyme Alanin-Aminotransferase, Amylasen, β-Glucosaminidase und Katalase gefunden.

## Wirkung
Die Gifte der verschiedenen Schlangen bzw. ihre Komponenten lassen sich nach ihrer chemischen Zusammensetzung und ihrem Ansatzpunkt bzw. ihrer Wirkung im Organismus in verschiedene Gruppen einteilen: (der kursiv geschriebene Text beschreibt direkte Symptome beim Menschen)
1. Entzündungserscheinungen
  - Schmerzen, Ödeme
2. Zytotoxizität: Schädigung von Zellen und Gewebe
  - Hämorrhagie: Schädigung der Blutzellen und -gefäße
    - innere Blutungen, Kreislaufschock, Niereninsuffizienz

  - Zytolyse: Schädigung von Muskel-, Haut- und Bindegewebe
    - starke Schmerzen, Nekrosen, Sehstörungen

  - Myotoxizität: Schädigung von Muskelgewebe
    - Muskelschwäche

  - Cardiotoxizität: Schädigung der Herzzellen
    - Arrhythmie, Herzstillstand
3. Neurotoxizität: Wirkung auf das Nervensystem
  - Lähmung, Krämpfe, Delirien
4. Hämotoxizität, Wirkung auf die Blutgerinnung (Thrombocyten)
  - Herabsetzung der Blutgerinnung durch Verminderung des Fibrinogens
  - Thrombosen
5. Giftallergie
  - Anaphylaktischer Schock

Diese Erscheinungen werden oft (aber nicht unbedingt) von allgemeinen Symptomen wie Fieber, Übelkeit, Kopfschmerzen, Erbrechen und Ähnlichem begleitet. Die Wirkung des Giftes auf den Organismus wird nicht nur durch eine einzige, sondern oft durch viele Komponenten gebildet. Dabei ist nicht nur die Zusammensetzung der Anteile, sondern auch deren Verhältnis zueinander entscheidend. In vielen Fällen finden sich mehrere Komponenten mit verschiedener Wirkung (hämotoxisch, neurotoxisch etc.) kombiniert in einem Gift.

## Giftigkeit und Vorkommen
Die Wirkung von Giften wird allgemein anhand der mittleren letalen Dosis (LD50-Wert) beurteilt. Die giftigsten Schlangen der Welt sind überwiegend in Australien heimisch. Als giftigste aller Schlangen gilt allgemein der ebenfalls in Australien vorkommende Inlandtaipan, dessen „Taipoxin“ bei Mäusen einen LD50-Wert von 2 μg/kg Körpergewicht bei subkutaner Gabe hat.

### Deutschland
In Deutschland kommen in freier Natur nur zwei Giftschlangen vor: Die Aspisviper (bis zu 1 m lang) und die Kreuzotter (ebenfalls bis zu 1 m lang). Das Gift der Kreuzotter ist zwar relativ stark, jedoch besitzt sie davon nur bis maximal 18 mg. Daher ist ein Biss für einen gesunden Erwachsenen in kaum einem Fall tödlich (dafür müsste er Bisse von mehreren Schlangen auf einmal erleiden, was extrem unwahrscheinlich ist); bei Kindern, die weniger als rund 30 kg schwer sind, oder älteren Menschen ist allerdings Vorsicht geboten. Nach einem Biss sollte in jedem Fall sofort ein Arzt aufgesucht werden, da es häufig auch zu Infektionen durch im Maul der Schlangen lebende Bakterien kommt.

### Schweiz
Der letzte Todesfall durch einen Giftschlangenbiss datiert in der Schweiz von 1961. Seither gab es dort durch Kreuzotter oder Aspisviper keine tödlichen Bissunfälle mehr.

## Schlangengift in der Medizin
Wie viele andere Gifte kann Schlangengift in geringer Dosierung für medizinische Zwecke eingesetzt werden. Neben der direkten Anwendung als Arzneimittel kann es zur Suche nach neuen Medikamenten beitragen. So kann es helfen, physiologische Vorgänge aufzuklären und besser zu verstehen sowie neue Wirkstoffe zu finden. So dienten Schlangengifte als Vorlage für einige blutdrucksenkende Arzneimittel aus der Gruppe der ACE-Hemmer (Captopril, Enalapril).
In folgenden Bereichen der Therapie werden Schlangengifte verwendet:
- bei arterieller Hypertonie (Bluthochdruck), erblich bedingten und erworbenen Störungen des Gerinnungssystems und zur Herstellung von Antidota (Gegengifte)
- in der Homöopathie zur Behandlung von Schmerzzuständen
- Einige von Hämatologen angewendete Blutgerinnungstests basieren auf Schlangengiften wie Reptilase

Seine Gewinnung erfolgt in Schlangenfarmen durch "Melken" der Giftdrüsen. Dafür werden die Zähne durch eine Membran über einem Behälter gesteckt und die Giftdrüsen massiert. Das ablaufende Gift wird tiefgefroren, gefriergetrocknet und zu Granulat vermahlen.